# Ermanno di Wartberge
Ermanno di Wartberge, italianizzazione di Hermann von Wartberge (Vestfalia, ... – circa 1380), fu un sacerdote tedesco, cronista dell'ordine livoniano.

## Biografia
Nato in Vestfalia, Wartberge fu un sacerdote cattolico e autore del testo scritto in lingua latina Chronicon Livoniae, basato sulle vicende che hanno contraddistinto la crociata livoniana (1196-1378). Wartberge si basò su cronache precedentemente redatte (cronaca rimata della Livonia e cronache di Enrico di Livonia), documenti in archivio e conoscenze personali.

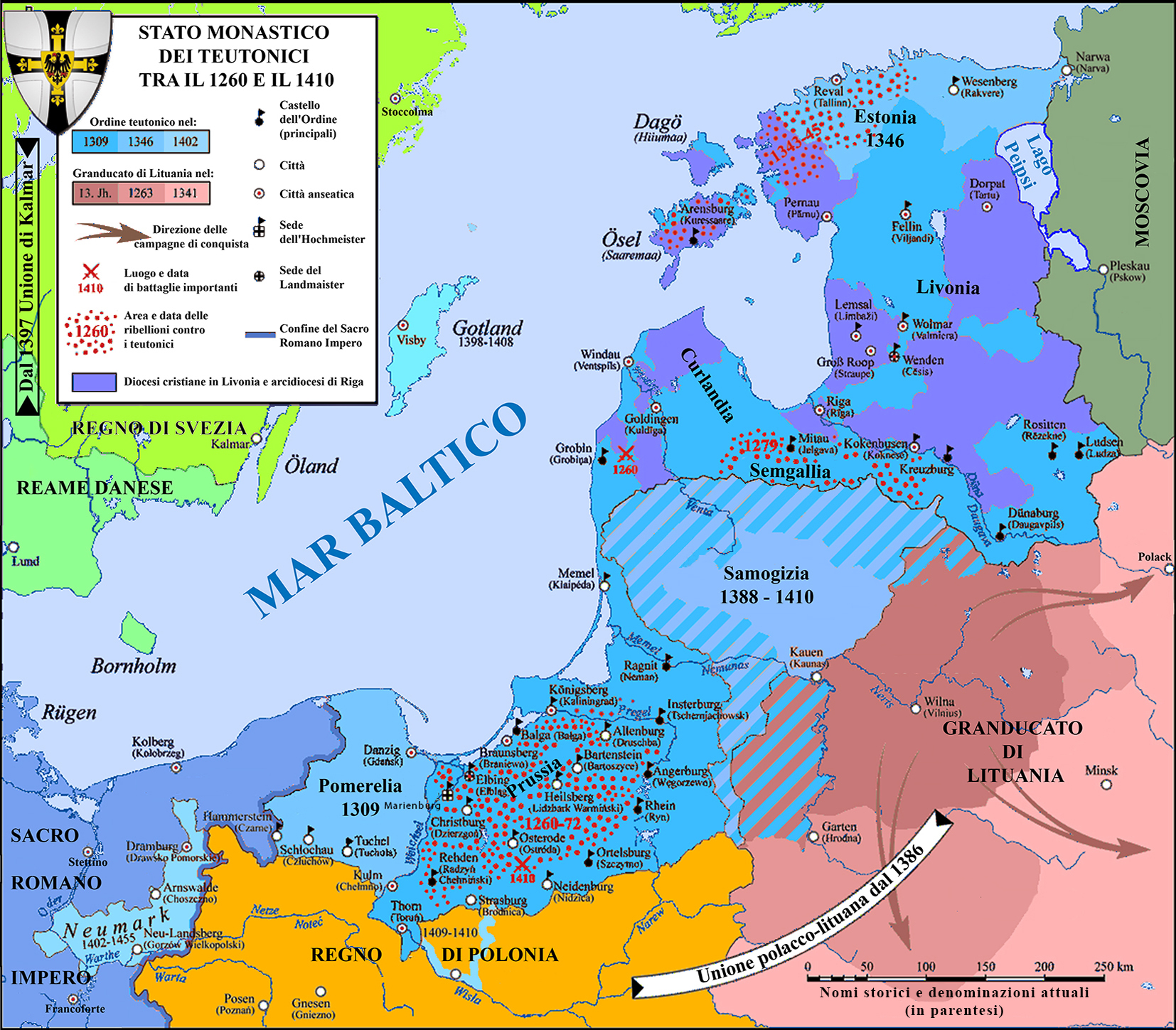
Mappa che mostra i possedimenti dell'ordine teutonico nel 1410, circa trent'anni dopo la morte di Ermanno di Wartberge

Poiché le descrizioni diventano più dettagliate sugli eventi dal 1358 in poi, gli studiosi hanno ritenuto che Wartberge fosse entrato a far parte dell'ordine cavalleresco in quel periodo: diventerebbe così plausibile ritenere come riuscisse a riportare i resoconti storici da testimone diretto. Basti pensare ai seguenti eventi: nel 1366 fu inviato in missione diplomatica a Danzica e prese poi parte alle numerose campagne militari effettuate contro i pagani che risiedevano nel Granducato di Lituania. Wartberge fornisce precise indicazioni anche dal punto di vista geografico oltre che storico (il suo fine principale è legittimare le conquiste dei teutonici), alternando dettagli sulle modalità di attacco e di difesa operate dall'ordine a descrizioni paesaggistiche quali quella sulla regione storica dell'Aukštaitija nel nord-est della Lituania. Una copia delle cronache è conservata presso l'Archivio Nazionale di Danzica: l'opera fu pubblicata per la prima volta in età contemporanea nel 1863 da Ernst Strehlke nel suo Scriptores Rerum Prussicarum. Versioni tradotte in lingua lettone e lingua lituana del testo furono poi pubblicate e nel 1991 e nel 2005.